# Mark Williams (actor)
Mark Williams (n. 22 august 1959, Bromsgrove, Anglia, Regatul Unit) este un actor, comediant, prezentator și scenarist englez. El a obținut mai întâi recunoașterea pe scară largă ca unul dintre artiștii principali în popularul show de schițe BBC The Fast Show⁠(d). Rolurile sale cinematografice includ Horace în adaptarea din 1996 a lui 101 dalmațieni și Arthur Weasley în șapte dintre filmele din seria Harry Potter. A avut apariții recurente ca Brian Williams în serialul de televiziune al BBC Doctor Who și ca Olaf Petersen în Red Dwarf. Din 2013, Williams a interpretat personajul principal din serialul BBC de lungă durată, bazat pe povestirile Părintele Brown de G. K. Chesterton.

## Tinerețea
Williams s-a născut pe 22 august 1959 în Bromsgrove, Worcestershire. A învățat la North Bromsgrove High School și apoi la Brasenose College, Oxford, unde a jucat la Oxford University Dramatic Society, și-a făcut o carieră ca actor de teatru la Royal Shakespeare Company și Royal National Theatre. A atras atenția publicului mai larg prin aparițiile sale la programele de televiziune BBC, Alexei Sayle's Stuff și The Fast Show. Williams a descris popularitatea uriașă a acestui din urmă spectacol drept o „sabie cu două tăișuri”, deoarece a făcut ca publicul să-l vadă mai degrabă ca un comediant decât ca un actor.

## Cariera
Williams și-a făcut debutul în film alături de alți debutanți precum Hugh Grant și Imogen Stubbs în producția de la Oxford University Film Foundation Privileged în 1982.
Cel mai faimos rol al său cinematografic este cel de Arthur Weasley în seria de filme Harry Potter, care a început în 2002. Alte apariții importante includ adaptarea filmului Stardust a lui Neil Gaiman alături de Michelle Pfeiffer, Robert De Niro și Claire Danes în 2007 și un rol din 2012 în Doctor Who ca Brian Williams, tatăl însoțitorului doctorului, Rory.
Din 2013, el a apărut ca personaj principal în serialul de investigații detective al BBC Părintele Brown. Williams a mai apărut în prima serie de Blandings, adaptarea BBC TV a poveștilor PG Wodehouse Blandings Castle, difuzate în 2013, în care a jucat pe Beach, majordomul bărbătesc al familiei Emsworth; în al doilea sezon al emisiunii, a fost înlocuit de Tim Vine.

## Viața personală
Williams a fost căsătorit și are o fiică dintr-o relație anterioară, născută în 2002. 
Într-un interviu din 2005, Williams a spus că este un susținător al lui Aston Villa FC
În ciuda faptului că îl interpretează pe Părintele Brown la televiziune, Williams nu se consideră a fi un om religios. Într-un interviu acordat MuggleNet, el a dezvăluit: „Am fost crescut în Biserica Anglicană, așa că asta face parte din cultura mea. Dar eu nu-mi practic religia. Părintele Brown crede în mântuire⁠(d) și crede că toți suntem copii ai lui Dumnezeu și că este un om de credință, așa că îl respect.”.

## Filmografie

### Filme de cinema
| An   | Titlu                                        | Rol                       | Note    |
| ---- | -------------------------------------------- | ------------------------- | ------- |
| 1982 | Privilegiat                                  | Wilf                      |         |
| 1987 | Scos din uz                                  | PC                        |         |
| 1988 | Sezonul de vârf                              | Benny                     |         |
| 1994 | Prinț al Iutlandei                           | Aslak                     |         |
| 1996 | 101 Dalmatieni                               | Horațiu                   |         |
| 1997 | Împrumutații                                 | Exterminatorul Jeff       |         |
| 1998 | Shakespeare îndrăgostit                      | Wabash                    |         |
| 1999 | Ce sa întâmplat cu Harold Smith?             | Roland Thornton           |         |
| 2000 | Tocuri înalte și vieți joase                 | Tremaine                  |         |
| 2001 | A doua stea la stânga                        | Duce                      |         |
| 2002 | Anita și cu mine                             | Reverendul „Unchiul” Alan |         |
| 2002 | Cortina finală                               | Declan Farrell            |         |
| 2002 | Harry Potter și Camera Secretelor            | Arthur Weasley            |         |
| 2004 | Agent Cody Banks 2: Destinația Londra        | Inspectorul Crescent      |         |
| 2004 | Harry Potter și Prizonierul din Azkaban      | Arthur Weasley            |         |
| 2005 | Harry Potter și Pocalul de Foc               | Arthur Weasley            |         |
| 2006 | O poveste de cocoș și taur                   | Ingoldsby                 |         |
| 2007 | praf de stele                                | Billy hangiul             |         |
| 2007 | Harry Potter și Ordinul Phoenix              | Arthur Weasley            |         |
| 2009 | Harry Potter și Prințul Semipur              | Arthur Weasley            |         |
| 2010 | Harry Potter și Talismanele Morții: Partea 1 | Arthur Weasley            |         |
| 2010 | Flutter                                      | Raymond                   |         |
| 2011 | Harry Potter și Talismanele Morții: Partea 2 | Arthur Weasley            |         |
| 2011 | Albert Nobbs                                 | Sean                      |         |
| 2016 | Anii de aur                                  | Phil (publican)           |         |
| 2022 | Surprins de Oxford                           | profesorul Nuttham        | Filmare |
| TBA  | Capete de plumb                              |                           | Filmare |

### Filme de televiziune
| Year         | Title                                             | Role                  | Notes                                                           |
| ------------ | ------------------------------------------------- | --------------------- | --------------------------------------------------------------- |
| 1988         | Coppers                                           | Constable Spud Murphy |                                                                 |
| 1988         | The Storyteller                                   | Fearnot's brother     | Episode "Fearnot"                                               |
| 1988         | Red Dwarf                                         | Olaf Petersen         | Three episodes: "The End", "Balance of Power" and "Stasis Leak" |
| 1988         | Alexei Sayle's Stuff                              |                       | First series, six episodes                                      |
| 1989         | Tumbledown                                        | Lumpy                 |                                                                 |
| 1990         | Kinsey                                            | Danny                 |                                                                 |
| 1990         | Making Out                                        | Manfred               | Episodes 1 and 2                                                |
| 1990         | KYTV                                              |                       | Episode "Launch"                                                |
| 1991         | Merlin of the Crystal Cave                        | Cerdic                |                                                                 |
| 1991         | Bottom                                            | Boris                 | Episode "Accident"                                              |
| 1993         | The Smell of Reeves and Mortimer                  | Don Powell            | Seven episodes 1993–1995                                        |
| 1994         | Health and Efficiency                             | Steven                | Episode "Cinderella Rockafeller"                                |
| 1994         | The Fast Show                                     | Various characters    | 23 episodes 1994–2000                                           |
| 1994         | Chef!                                             | Policeman 2           | Episode "Masterchef"                                            |
| 1995         | The Big Game                                      | Tommy Hollis          |                                                                 |
| 1995         | Searching                                         | Gerald                |                                                                 |
| 1995         | Peak Practice                                     | Roland Grogan         | Episode "Life and Soul"                                         |
| 1998         | The Fast Show Live                                | Various characters    |                                                                 |
| 1998         | The Canterbury Tales                              | Chanticleer           | Episode "Leaving London" – voice                                |
| 1998         | Ted &amp; Ralph                                   | Confirmed Bachelor    |                                                                 |
| 1999         | Hunting Venus                                     | Peter                 |                                                                 |
| 2000         | Gormenghast                                       | Professor Perch       |                                                                 |
| 2000         | The Strangerers                                   | Cadet Flynn           | Nine episodes                                                   |
| 2001         | Fun at the Funeral Parlour                        | Larry Nazareth        | Episode "The Jaws of Doom"                                      |
| 2001         | Industrial Revelations                            | Himself               | Two series (as presenter)                                       |
| 2002         | Shackleton                                        | Dudley Docker         |                                                                 |
| 2003         | <i id="mwAe0">Grass</i>                           | Ben                   | Six episodes                                                    |
| 2004         | Mark Williams on the Rails                        | Himself               | Presenter                                                       |
| 2004         | Carrie and Barry                                  | Kirk                  | Twelve episodes                                                 |
| 2006         | Mark Williams' Big Bangs                          | Himself               | Presenter                                                       |
| 2006         | Saxondale                                         | Deggsy                | One episode                                                     |
| 2007         | Tumbledown                                        | Lumpy                 |                                                                 |
| 2008         | Sense and Sensibility (2008 TV series)            | Sir John Middleton    |                                                                 |
| 2009         | Inspector George Gently                           | Joe Bishop            | Episode "Gently in the Night"                                   |
| 2009         | Blood in the Water                                | Jerry Hourihan        |                                                                 |
| 2009         | Agatha Christie's Marple                          | Claud Evans           | Episode "Why Didn't They Ask Evans?"                            |
| 2009         | New Tricks                                        | David Beaumont        | Episode "The Truth is out There"                                |
| 2010         | The Indian Doctor                                 | Richard Sharpe        | Five episodes                                                   |
|              | Merlin                                            | Voice of the Goblin   | Episode "Goblin's Gold"                                         |
| 2011         | Frankenstein's Wedding                            | Alphonse Frankenstein |                                                                 |
| 2012         | Being Human                                       | Regus                 |                                                                 |
| 2012         | Hustle                                            | Dale Ridley           |                                                                 |
| 2012         | Doctor Who                                        | Brian Williams        | Episodes "Dinosaurs on a Spaceship" and "The Power of Three"    |
| 2013         | Blandings                                         | Sebastian Beach       | Six episodes                                                    |
| 2013         | Still Open All Hours                              | Planter's Salesman    |                                                                 |
| 2013-Present | Father Brown                                      | Father Brown          | Title character, 100(+) episodes                                |
| 2014–2015    | The Link                                          | Presenter             | BBC daytime game show                                           |
| 2015         | Drunk History                                     | Robert Catesby        | Episode: "Episode Four"                                         |
| 2016         | Twirlywoos                                        | Waiter                | Television series, "More About This Way, That Way"              |
| 2021         | Midsomer Murders                                  | Pat Everett           | Episode: "The Wolf Hunter of Little Worthy"                     |
| 2021         | The Dumping Ground                                | Les Vegas             | Episode: "Old Friends"                                          |
| 2022         | Harry Potter 20th Anniversary: Return to Hogwarts | Himself               | HBO Max Special                                                 |
| 2022         | Sister Boniface Mysteries                         | Father Brown          | cameo Episode 1.4 "My Brother's Keeper"                         |